# Post Human: Nex Gen
Post Human: Nex Gen (zapis stylizowany: POST HUMAN: NeX GEn) – siódmy album studyjny brytyjskiego zespołu rockowego Bring Me the Horizon. Został wydany 24 maja 2024 roku, jako druga część serii Post Human, po wydanym w 2020 roku Post Human: Survival Horror. Określany jako: post hardcore, pop punk, hyperpop, metal alternatywny, metalcore, electronica, emo, nu metal oraz easycore.

## Wydanie
16 września 2021 roku zespół wydał pierwszy singiel albumu, „Die4U”. Drugi singiel, „Strangers”, ukazał się 6 lipca 2022 roku. 4 maja 2023 roku ukazał się trzeci singiel, „Lost”. 1 czerwca 2023 roku ukazał się czwarty singiel, „Amen!” z udziałem Daryla Palumbo z zespołu Glassjaw i Lil Uzi Verta. W tym samym miesiącu zespół ogłosił Post Human: Nex Gen z planowaną datą premiery na 15 września 2023 roku. 24 sierpnia wokalista Oli Sykes poinformował na swoich mediach społecznościowych, że wydanie zostanie opóźnione z powodu „nieprzewidzianych okoliczności”, które sprawiły, że zespół „nie był w stanie ukończyć płyty na poziomie, z którego byliby zadowoleni”. Piąty singiel, „Darkside”, ukazał się 13 października 2023 roku. 22 grudnia 2023 roku grupa ogłosiła, że klawiszowiec Jordan Fish odchodzi z zespołu. 5 stycznia 2024 roku zespół wydał szósty singiel z płyty pt. „Kool-Aid”. 23 maja 2024 roku zespół ogłosił datę premiery albumu na 24 maja 2024. 5 czerwca 2024 zespół wydał teledysk do siódmego singla, pt. „Top 10 Statues That Cried Blood”. 29 stycznia 2025 zespół opublikował remix utworu „Youtopia (Earthcore Remix)” jako część singla z serii Spotify Singles.

## Odbiór krytyczny
Post Human: Nex Gen otrzymał pozytywne recenzje od krytyków. Ed Walton z Distorted Sound uznał, że album „był absolutnie wart czekania” i nazwał go „idealną kontynuacją tego, co dał nam Survival Horror”. Według Nicka Ruskella z Kerrang!, „BMTH udowodniło, że potrafi sprostać stawianym im wymaganiom”. Pisząc dla Metal Hammer, Emily Swingle powiedziała że album jest „chaotyczny, zagmatwany i bezsensowny” oraz, że „wydaje się, że to nie powinno działać – ale, co zaskakujące, właśnie dlatego tak się dzieje”.

## Lista utworów
Opracowano na podstawie materiału źródłowego:
| Nr  | Tytuł utworu                                 | Długość |
| --- | -------------------------------------------- | ------- |
| 1.  | „[OST] Dreamseeker”                          | 0:19    |
| 2.  | „Youtopia”                                   | 4:02    |
| 3.  | „Kool-Aid”                                   | 3:48    |
| 4.  | „Top 10 Statues That Cried Blood”            | 4:00    |
| 5.  | „Limousine” (feat. Aurora)                   | 4:11    |
| 6.  | „Darkside”                                   | 2:45    |
| 7.  | „A Bullet W/ My Name On” (feat. Underoath)   | 4:20    |
| 8.  | „[OST] (Spi)ritual”                          | 1:54    |
| 9.  | „N/A”                                        | 3:20    |
| 10. | „Lost”                                       | 3:25    |
| 11. | „Strangers”                                  | 3:15    |
| 12. | „R.I.P. (Duskcore Remix)”                    | 3:23    |
| 13. | „Amen!” (feat. Lil Uzi Vert i Daryl Palumbo) | 3:09    |
| 14. | „[OST] Puss-e”                               | 2:49    |
| 15. | „Die4U”                                      | 3:27    |
| 16. | „Dig It”                                     | 7:12    |
|     |                                              | 55:19   |

## Twórcy
Opracowano na podstawie materiału źródłowego:
Bring Me the Horizon
- Oliver Sykes – śpiew (2-7, 9-13, 15, 16), programowanie (1, 2, 4, 5, 7–9, 12, 14, 16), instrumenty klawiszowe (8)
- Matt Nicholls – perkusja (2–7, 9–13, 15, 16)
- Lee Malia – gitara (2–7, 9–13, 15, 16), wokal wspierający (3)
- Matt Kean – gitara basowa (2–7, 9–13, 15, 16)

Pozostali
- Cynthoni – programowanie (1, 14), produkcja (1, 14)
- Dan Lancaster – programowanie (2, 4, 5, 7, 9, 12, 16), instrumenty klawiszowe (2, 4, 7, 9, 16), wokal wspierający (2, 4)
- Mark Kuzniecow – instrumenty smyczkowe (2)
- Zakk Cervini – programowanie (3, 6, 9, 10, 13), wokal wspierający (7)
- Lucy Landry – wokal wspierający (3)
- RJ Pasin – gitara (4)
- Aurora – śpiew (5)
- Jordan Fish – programowanie (6, 7, 9–11, 13, 15), instrumenty klawiszowe (7, 9), wokal wspierający (10, 11, 13, 15)
- Gianni Taylor – śpiew (6)
- Spencer Chamberlain – śpiew (7)
- Aaron Gillespie – śpiew (7)
- Alex Nosenko – instrumenty klawiszowe, programowanie (8)
- Choir Noir – chórki (11)
- Daryl Palumbo – śpiew (13)
- Lil Uzi Vert – śpiew (13)
- BloodPop – programowanie (15)

Dodatkowy personel
- Zakk Cervini – miksowanie (wszystkie utwory), mastering (3, 6, 10, 13, 15)
- Ted Jensen – mastering (1, 2, 4, 5, 7–9, 11, 12, 14, 16)
- Julian Gargiulo – miksowanie (1–9, 12, 14, 16), inżynier dźwięku (wszystkie utwory)
- Nik Trekov – miksowanie (13, 15)
- Wiaczesław Ryczkow – miksowanie (8), (12, 14)
- Dan Lancaster – inżynier dźwięku (5)
- Guillermo Rodriguez – inżynier dźwięku (13)
- Ben Thomas – inżynier dźwięku (13)
- Phil Gornell – inżynier dźwięku (3)
- Jason Inguagiato – inżynier dźwięku (5)
- Alissic – okładka

## Notowania
| Lista przebojów (2024)              | Najwyższa pozycja |
| ----------------------------------- | ----------------- |
| Australia (ARIA Charts)             | 4                 |
| Austria (Ö3 Austria Top 40)         | 6                 |
| Belgia (Ultratop Flandria)          | 15                |
| Belgia (Ultratop Walonia)           | 34                |
| Czechy (ČNS IFPI)                   | 8                 |
| Finlandia (Suomen virallinen lista) | 17                |
| Francja (SNEP)                      | 51                |
| Hiszpania (PROMUSICAE)              | 42                |
| Holandia (MegaCharts)               | 19                |
| Irlandia (IRMA)                     | 26                |
| Japonia (Oricon)                    | 5                 |
| Kanada (Billboard Canadian Albums)  | 37                |
| Litwa (AGATA)                       | 53                |
| Niemcy (Media Control Charts)       | 8                 |
| Norwegia (VG-lista)                 | 14                |
| Nowa Zelandia (Recorded Music NZ)   | 8                 |
| Polska (OLiS)                       | 41                |
| Portugalia (AFP)                    | 25                |
| Stany Zjednoczone (Billboard 200)   | 36                |
| Szwajcaria (Alben Top 100)          | 6                 |
| Szwecja (Sverigetopplistan)         | 27                |
| Wielka Brytania (OCC)               | 2                 |
| Włochy (FIMI)                       | 76                |

## Historia wydań
| Region | Data             | Format            | Wydawnictwo     | Źródło |
| ------ | ---------------- | ----------------- | --------------- | ------ |
| Różne  | 24 maja 2024     | digital download  | Sony Music, RCA | [ 27 ] |
| Różne  | 27 września 2024 | CD, winyl, kaseta | Sony Music, RCA | [ 51 ] |